# 谱 (泛函分析)
在数学中，特别是在泛函分析中，有界算子的谱是矩阵的特征值集合的推广。具体来说，對於有界线性算子T，如果T-λI不可逆，其中I是恒等算子，則複數λ會被认为属于T的谱中。谱和相关性质的研究被称为谱理论，其具有许多应用，最值得注意的是量子力学的数学表述。
有限维向量空间上的算子的谱就是特征值的集合。然而，无限维空间上的算子在谱中可能有其他元素，并且可能没有特征值。例如，考虑希尔伯特空间ℓ2上的右移算子R，
{\displaystyle (x_{1},x_{2},\dots )\mapsto (0,x_{1},x_{2},\dots )}。
该算子没有特征值，因为如果Rx=λx，则通过展开表达式可以得到x1=0，x2=0……另一方面，0在谱中，因为算子R-0（即R自身）不可逆：因为第一项非零的任意向量不在它的值域中，所以它不是满射。事实上，複巴拿赫空间上的每个有界线性算子都必有非空谱。
谱的概念可以扩展到稠定无界算子。在这种情况下，複數λ被认为是在算子T:D→X（其中D在X中稠密）的谱中，如果没有有界逆(λI-T)−1:X→D。如果T是闭算子（包括T是有界算子的情形），逆的有界性可由逆的存在性直接得到。
巴拿赫空间X上的有界线性算子B(X)是有单位的巴拿赫代数的一个例子。由于除了任何这样的代数都具有的性质之外，谱的定义没有涉及B(X)的任何性质，所以谱的概念可以在此逐字地使用相同的定义推广。

## 有界算子的谱

### 定义
作用在巴拿赫空间{\displaystyle X}上的{\displaystyle T}是标量域{\displaystyle \mathbb {K} }上的有界线性算子，且{\displaystyle I}是{\displaystyle X}上的恒等算子。{\displaystyle T}的谱是所有使得算子{\displaystyle \lambda I-T}没有有界线性逆的{\displaystyle \lambda \in \mathbb {K} }的集合。
由于{\displaystyle \lambda I-T}是一个线性算子，所以如果它的逆存在，则一定是线性的；并且，通过有界逆定理可知，它的逆是有界的。 因此，谱正好由那些使得{\displaystyle \lambda I-T}不是双射的标量{\displaystyle \lambda }组成。
给定算子{\displaystyle T}的谱通常记为{\displaystyle \sigma (T)}，而它的补集，也即预解集，记为 {\displaystyle \rho (T)=\mathbb {K} \setminus \sigma (T)}。

### 谱和特征值
如果{\displaystyle \lambda }是{\displaystyle T}的特征值，则算子{\displaystyle T-\lambda I}不是一一映射，因此其逆{\displaystyle (T-\lambda I)^{-1}}没有定义。但否命题是不对的：即使{\displaystyle \lambda }不是特征值,算子{\displaystyle T-\lambda I}可能也没有逆。因此，算子的谱总是包含其所有特征值，但却不限于此。
例如考虑希尔伯特空间{\displaystyle \ell ^{2}(\mathbb {Z} )}，它由所有双向无限实数序列
{\displaystyle v=(\ldots ,v_{-2},v_{-1},v_{0},v_{1},v_{2},\ldots )}
构成，这些序列须满足平方和{\displaystyle \sum _{i=-\infty }^{+\infty }v_{i}^{2}}有限。双向移位算子{\displaystyle T}简单地将序列的每个元素移动一个位置；即如果{\displaystyle u=T(v)}则对所有整数{\displaystyle i}有{\displaystyle u_{i}=v_{i-1}}。特征值方程{\displaystyle T(v)=\lambda v}在该空间中无解，因为如果有解则意味着所有{\displaystyle v_{i}}拥有相同的绝对值（如果 {\displaystyle \lambda =1}）或者是等比数列（如果 {\displaystyle \lambda \neq 1}）；无论哪种情形，它们的平方和都不可能有限。然而，算子{\displaystyle T-\lambda I}在{\displaystyle |\lambda |=1}时不可逆。例如满足{\displaystyle u_{i}=1/(|i|+1)}的序列{\displaystyle u}属于{\displaystyle \ell ^{2}(\mathbb {Z} )} ；但是不存在{\displaystyle \ell ^{2}(\mathbb {Z} )}中的序列{\displaystyle v}使得{\displaystyle (T-I)v=u}（即对所有{\displaystyle i}有{\displaystyle v_{i-1}=u_{i}+v_{i}}）。

### 基本性质
有界算子T的谱总是复平面的非空闭有界子集。
如果谱是空的，那么预解函数
{\displaystyle R(\lambda )=(\lambda I-T)^{-1}}，
在复杂平面上处处有定义且有界。但可以证明，预解函数R在其定义域是全纯的。通过向量值情形的刘维尔定理可知这个函数是常数。因为它在无穷远处为零，所以恒为零。产生矛盾。 
谱的有界性由关于λ的诺伊曼级数展开得出；频谱σ(T)有界||T||。类似的，可以证出谱是闭集。
谱的界||T||可以稍作改进。T的谱半径r(T)是复平面上最小的包含谱σ(T)以原点为圆心的圆的半径，即 
{\displaystyle r(T)=\sup\{|\lambda |:\lambda \in \sigma (T)\}}。
谱半径公式指出，对于巴拿赫代数的任何元素T有
{\displaystyle r(T)=\lim _{n\to \infty }\|T^{n}\|^{1/n}}。

## 算子谱点分类
巴拿赫空间上的有界算子T可逆（即有有界逆），当且仅当T有正下界且值域稠密。 因此，T的谱可以分为以下部分：
1. 如果λI-T没有正下界，则λ∈σ(T)。特别地，这包含λI-T不是单射即λ是特征值的情形。特征值集合被称为T的点谱，记为σp(T)。 另一情形，λI-T是一一映射但没有正下界。这样的λ不是特征值，而是T的近似特征值（特征值本身也是近似特征值）。近似特征值集合（包含点谱）被称为T的近似点谱，记为σap(T)。
2. 如果λI-T值域不稠密，则λ∈σ(T)。这样的λ的集合被称为压缩谱，记为σcp(T)。它的子集，使得λI-T值域不稠密但是单射的λ的集合，被称为T的剩余谱，记为σr(T)。

注意到近似点谱和剩余谱不一定不相交（但点谱和剩余谱不相交）。
以下小节提供了关于上述σ(T)分类的更多细节。

### 点谱
如果一个算子不是单射（因此有某个非零的x满足T(x)=0），那它显然是不可逆的。 因此，如果λ是T的特征值，则必有λ∈σ(T)。T的特征值集合被称为T的点谱，记为σp(T)。

### 近似点谱
更一般地，T如果没有正下界，则不可逆； 也就是说，不存在c>0满足||Tx||≥c||x||对所有 x ∈ X 。因此，谱包括近似特征值集合，即使得 T -λI  没有正下界的λ； 等价地，它是满足如下条件的λ的集合，存在单位向量x1, x2, ...使得
{\displaystyle \lim _{n\to \infty }\|Tx_{n}-\lambda x_{n}\|=0}。
近似特征值集合被称为近似点谱，记为σap(T)。
容易看出特征值属于近似点谱。
例子 考虑l2(Z)上双向移位算子T定义如下
{\displaystyle T(\cdots ,a_{-1},{\hat {a}}_{0},a_{1},\cdots )=(\cdots ,{\hat {a}}_{-1},a_{0},a_{1},\cdots )}
其中ˆ表示第零个位置。直接计算可知T没有特征值，但满足|λ|=1的每个λ都是近似特征值；令xn表示向量
{\displaystyle {\frac {1}{\sqrt {n}}}(\dots ,0,1,\lambda ^{-1},\lambda ^{-2},\dots ,\lambda ^{1-n},0,\dots )}
则对所有n有||xn||=1，但
{\displaystyle \|Tx_{n}-\lambda x_{n}\|={\sqrt {\frac {2}{n}}}\to 0}。
由于T是酉算子，所以它的谱位于单位圆上。 因此T的近似点谱是其整个谱。 这对于更一般的一类算子也是正确的。 
酉算子是正规的。由谱定理可知，希尔伯特空间H上的有界算子是正规的，当且仅当其等价于（将H等价为L^2空间）乘法算子。 可以证出，有界乘法算子的谱与它的近似点谱相等。

### 剩余谱
算子可以是单射甚至有正下界，但不可逆。l 2(N)上的单向移位算子就是一例。这个移位算子是一个等距同构，因此下界为1。但是它不可逆，因为它不是满射。满足λI-T是单射但值域不稠密的λ的集合被称为剩余谱，记为σr(T)。

### 连续谱
满足λI-T是单射且值域稠密但不是满射的λ的集合，被称为T的连续谱，记为σc(T)。 因此，连续谱由那些不是特征值且不在剩余谱中的近似特征值构成。即
{\displaystyle \sigma _{c}(T)=\sigma _{ap}(T)\setminus (\sigma _{r}(T)\cup \sigma _{p}(T))}。

### 边缘谱
算子的边缘谱是其谱中模等于其谱半径的点的集合。

### 例子
氢原子提供了这种分解的例子。氢原子的哈密顿算子的特征函数被称为本征态，并被分为两类。 氢原子的束缚态对应于谱的离散部分（它们具有离散的特征值集合，可由里德伯公式计算得到），而电离过程的最终结果由连续部分描述（碰撞/电离的能量不是“量子化的”）。

## 进一步结果
如果T是一个紧算子，则可以证明谱中任意非零λ是特征值。 换句话说，这种算子的谱，被定义为特征值概念的推广，在这种情形下仅包括通常的特征值和0（可能有）。
如果X是希尔伯特空间且T是正规算子，则有被称为谱定理的显着结果，给出了正规有限维算子的对角化定理的类比（例如埃尔米特矩阵）。

## 无界算子的谱
可以推广谱的定义用于巴拿赫空间X上的无界算子，这些算子不再是巴拿赫代数B(X)中的元素。 推广类似于有界情形。 复数λ被称为在预解集中，即线性算子T
{\displaystyle T:D\subset X\to X}
的谱的补集，如果算子
{\displaystyle T-\lambda I:D\to X}
有有界逆，即如果存在有界算子
{\displaystyle S:X\rightarrow D}
使得
{\displaystyle S(T-I\lambda )=I_{D},\,(T-I\lambda )S=I_{X}}。
如果该性质不满足，则复数λ在谱中。 可以以与有界情形完全相同的方式来对谱进行分类。 
无界算子的谱通常是复平面的闭子集，可能为空集。
对于预解集中的λ（即不在谱中），与有界情形相同，λI-T 必须是双射，因为它必须有双边逆。 如前所述，如果逆存在，则其线性直接可得，但一般来说，它可能无界，因此必须单独检验该条件。
然而如果引入了T是闭算子的附加假设，由闭图像定理可知，逆的有界性可由其存在性直接得到。 因此，与有界情情形相同，复数λ位于闭算子T的谱中，当且仅当λI-T不是双射。 注意到闭算子包括所有有界算子。
通过其谱测度，可以定义任何自伴算子的谱分解，有界或其他类型分解为绝对连续、纯点和奇异部分。

## 有单位的巴拿赫代数的谱
令B为包含单位e的复巴拿赫代数。我们定义B的元素x的谱σ(x)（或更明确地σB(x)）为使λe-x在B中不可逆的那些複數λ的集合。这推广了巴拿赫空间X上有界线性算子B(X)的谱的定义，因为B(X)是一个巴拿赫代数。